# هکتور کوستا
هکتور کوستا (انگلیسی: Héctor Costa؛ ۳۰ ژوئیه ۱۹۲۹ – ۲۳ مهٔ ۲۰۱۰) ورزشکار بسکتبال اهل اروگوئه بود.
وی در مسابقات کشوری و بین‌المللی در مجموع برندهٔ ۲ مدال برنز شده‌است.